# Jan Bílek
Jan Bílek (8. března 1905 Palkovice — ????) byl český a československý politik KSČ, v poúnorovém období československý ministr hutního průmyslu a rudných dolů.

## Biografie
Oficiální životopis otištěný v Rudém právu u příležitosti jeho jmenování ministrem uvádí mimo jiné, že se narodil 8. března 1905 v obci Palkovice na Ostravsku. Pocházel z dělnické rodiny a pracoval jako hutník ve válcovnách plechu. V mládí se zapojil do dělnického hnutí a vstoupil do KSČ. Roku 1931 spoluorganizoval stávku hutníků v Karlově Huti. V době první republiky byl „persekvován“ a opakovaně propouštěn ze zaměstnání kvůli své politické činnosti. Během nacistické okupace se účastnil ilegální činnosti, roku 1942 unikl zatčení a do konce války se skrýval. Po osvobození se stal postupně funkcionářem okresního, krajského a ústředního výboru KSČ. Byl jmenován ředitelem Bohumínských železáren a později Železáren V. M. Molotova v Třinci.
VIII. sjezd KSČ ho zvolil členem Ústředního výboru Komunistické strany Československa. IX. sjezd KSČ ho zvolil za kandidáta ÚV KSČ.
8. září 1951 se stal ministrem hutního průmyslu a rudných dolů v československé vládě Antonína Zápotockého. Na postu setrval do března 1953.